# 日本ポリエチレン
日本ポリエチレン株式会社（英: Japan polyethylene Corporation.）は、ポリエチレン樹脂の製造を行う化学メーカー。
2003年（平成15年）9月に日本ポリケム（58%）と日本ポリオレフィン（42%）の両持株会社の共同出資により設立されたが、日本ポリケムは三菱ケミカル（旧・三菱化学）100%出資、日本ポリオレフィンはレゾナック・ホールディングス（旧・昭和電工）65%、ENEOS35%の出資であるため、実質上は三社の合弁事業であると言える。

## 主な製品
「ノバテック」の商品名による高・低密度ポリエチレンなど、各種ポリエチレン樹脂。

## 事業所
- 本社 - 〒100-8251 東京都千代田区丸の内1-1-1
- 大阪支店 - 〒541-0044　大阪府大阪市中央区伏見町4-1-1
- 鹿島工場 - 〒314-0102　茨城県神栖市東和田17-1
- 川崎工場 - 〒210-0865　神奈川県川崎市川崎区千鳥町3-1
- 水島工場 - 〒712-8054　岡山県倉敷市潮通3-10
- 大分工場 - 〒870-0189　大分県大分市大字中丿洲2
- 研究開発センター - 〒210-8548　神奈川県川崎市川崎区夜光2-3-2